# Autogenese (Psychologie)
Autogenese als Begriff der Psychologie ist ein Neologismus einzelner Autoren, der im Rahmen der psychologischen Biographieforschung und der Begründung einer Genetischen Persönlichkeitspsychologie entstanden ist und von diesen als Bezeichnung für eigenverantwortliche Lebens- und Selbstgestaltung verwendet wird.
Der Ausdruck Autogenese wird wissenschaftlich in anderem Kontext auch für Ontogenese verwendet. Der Biologe Ernst Haeckel (1866) hat mit Blick auf die Evolution und die Genome aller Arten die individuelle Entwicklung eines Lebewesens als verkürzte Wiederholung der Phylogenese dargestellt und diese Rekapitulation als Ontogenese bezeichnet. In dem Umfang, in dem der Mensch die Fähigkeit erlangte, sich im Rahmen seiner kulturgeschichtlichen Entwicklung eine künstliche Umwelt aufzubauen, verlor die reine Instinktgesteuertheit seines Verhaltens und damit seiner Ontogenese immer mehr an Bedeutung. Gleichzeitig trat der Vorgang der Sozialisation im Sinne einer gesellschaftlichen Determiniertheit hervor. Erst dessen Relativierung ermöglichte ein stärkeres Maß an Selbstbestimmung, das beim einzelnen Menschen als individuelle Autogenese und in Bezug auf die gesamte Menschheit als kollektive Autogenese in Erscheinung tritt.